# أدينا بورتر
أدينا بورتر (بالإنجليزية: Adina Porter)‏ مواليد 13 مارس 1971 في نيويورك، هي ممثلة أمريكية بدأت مسيرتها الفنية عام 1992.

## وصلات خارجية
- أدينا بورتر على موقع IMDb (الإنجليزية)
- أدينا بورتر على موقع أول موفي (الإنجليزية)
- أدينا بورتر على موقع قاعدة بيانات الفيلم (الإنجليزية)